# Ilir Hodža
Ilir Enver Hodža (albánsky Ilir Hoxha; * 31. března 1949 Tirana) je jedním ze synů bývalého albánského vůdce Envera Hodži. V roce 1995 byl uvězněn, ale o rok později propuštěn. Několikrát byl předvolán, aby podal svědectví, jež by pomohlo odhalit tajemství z předchozí komunistické éry. V roce 1995 sepsal vzpomínkovou knihu s názvem „Můj otec Enver Hodža“. V ní líčí vzpomínky na otcovu smrt, její dopad na rodinu, boje matky a také vyšetřování a trestní stíhání, které proti němu bylo vedeno po otcově smrti.
Během volební kampaně v Albánii v roce 2005 vedl kampaň pro kandidáty Albánské strany práce.